# Rhagodopa brevipes
Rhagodopa brevipes är en spindeldjursart som först beskrevs av Paul Gervais 1842.  Rhagodopa brevipes ingår i släktet Rhagodopa och familjen Rhagodidae. Inga underarter finns listade i Catalogue of Life.